# Madisyn Shipman
Madisyn Shipman (Kings Mountain, 20 novembre 2002) è un'attrice statunitense, nota per aver interpretato il ruolo di Kenzie Bell nella sitcom Game Shakers di Nickelodeon.

## Biografia
Madisyn Shipman è nata a Kings Mountain, nella Carolina del Nord. È la maggiore di quattro figli e i suoi genitori sono Jen e Tracey Shipman. Quando Madisyn aveva cinque anni, ha iniziato a lavorare con un'agenzia di talenti che l'ha aiutata a ottenere tre ruoli diversi in Saturday Night Live, oltre a ruoli in Sesame Street e sul palco. È apparsa nel gioco Enron on Broadway nel 2010.
Nel 2015, è stata scritturata nel ruolo principale di Kenzie Bell, una ragazza che è uno dei co-fondatori della società di giochi titolari, nella serie televisiva di Nickelodeon Game Shakers prodotta da Dan Schneider.

## Vita privata
Madisyn Shipman ha anche scritto canzoni e suonato con la chitarra da quando aveva otto anni.

## Filmografia
- Saturday Night Live – serie TV , 3 episodi (2009-2011)
- Sesame Street – serie TV, 1 episodio (2010)
- Amore moderno  – serie TV (2012)
- Game Shakers – serie TV , (2015-2019)
- Whisker Have – serie TV , 5 episodio (2015-2017)
- Snoopy & Friends - Il film dei Peanuts – film, Doppiatrice (2015)
- Ordinary World – film (2016)
- Henry Danger – serie TV, speciale crossover: Danger Games (2017)
- Red Rudy – serie TV (2019)

## Doppiatrici italiane
Nelle versioni in italiano dei suoi lavori, Madisyn Shipman è stata doppiata da:
- Giada Bonanomi in Game Shakers

Da doppiatrice è stata sostituita da: 
- Chiara Vidale in Snoopy & Friends - Il film dei Peanuts